# Кастельгранде (замок)
Кастельгранде (итал. Castel Grande, романш. Castelgrande, буквально — Большой Замок) — замок в Беллинцоне. Входит в состав трёх защитных сооружений города и объекта Всемирного наследия ЮНЕСКО «Три замка, крепостные стены и валы торгового города Беллинцона».
Первый (по времени создания) из замков Беллинцоны — Кастельгранде — стоит на скалистой возвышенности, имеющей почти отвесные склоны с северной стороны и крутой подъем с юга, но почти плоскую вершину 150—200 м в диаметре. Естественная форма скалы послужила основой для создания здесь искусственного укрепления с теми же контурами. На холме Кастельгранде первые укрепления были возведены римлянами, по крайней мере, в конце I века н. э. и до XIII столетия это было единственное фортификационное сооружение в Беллинцоне. За свою историю замок сменил несколько названий: Цитадель (до XIII века), Старый Замок в XIV—XV столетиях, Замок Ури (Uri) с 1506 года и Замок Святого Михаила после 1818 года.
В то время как римские укрепления не сохранились, построенный на их основе средневековый замок (части крепостной стены, возведенные в XIII веке), сохранились до наших дней. В период 1250—1500 гг. замок несколько раз подвергался обширной реконструкции и расширению. При этом со стороны отвесного склона холма крепостных укреплений не существовало до XIV или XV столетия.
Внутри замковых стен сейчас не осталось каких-либо средневековых построек, и внутреннее пространство Кастельгранде представляет собой открытую площадь.
Результаты археологических исследований показывают, что внутри замка имелись многочисленные постройки, датируемые с XI по XV век, однако большинство из них было снесено герцогами Миланскими, чтобы освободить внутреннее пространство. Открытая площадь была окружена тремя мощными замковыми стенами, которые служили для обеспечения защиты миланских войск, временно размещавшихся в Беллинцоне. В эпоху правления Миланских герцогов внешние укрепления Кастельгранде были усилены. Стены были подняты, расширены, добавлены башни, кроме того, западная стена замка была полностью восстановлена и соединена с городскими стенами.
Самая высокая башня Кастельгранде — Торре-Бьянка (Torre Bianca, Белая Башня) построена в XIII веке. Вблизи от башни был расположен дворец епископа Комо (упоминается в документах XII века), который содержит ещё более раннюю каменную кладку X или XI столетия. Соседнее Южное крыло было построено в два этапа в течение XIII и XV веков на фундаменте более раннего здания. К западу от Южного крыла находится здание, которое было построено в XIX веке как арсенал и полностью отреставрировано в XX веке. Археологические раскопки показали, что в замке существовало две часовни, от которых до наших дней сохранились только фундаменты. У западной стены замка находятся руины церкви, возможно, посвященной Богородице. Остальные постройки, находившиеся в пределах замка, были полностью разрушены.
Добраться из Беллинцоны до замка Кастельгранде можно только пешком, поднимаясь по крутым, узким улочкам от Рыночной площади в старой части города до городской стены и основания замка.
В Южном крыле замка располагается отделение музея Беллинцоны, в котором представлены экспонаты от первых поселений в районе Беллинцоны в эпоху неолита до XX столетия.
В здании арсенала XIX века находится ресторан.